# أولريش هاغن
أولريش هاغن (بالألمانية: Ulrich Hagen)‏ هو أحيائي ألماني، ولد في 21 فبراير 1925 في فرانكفورت في ألمانيا، وتوفي في 25 نوفمبر 2007.